# ميخائيل لامبرت (متزلج على الثلوج)
ميخائيل لامبرت هو متزلج على الثلوج كندي، ولد في 25 يونيو 1986 في تورونتو في كندا.

## وصلات خارجية
- ميخائيل لامبرت على موقع الاتحاد الدولي للتزلج (ركوب لوح الثلج) (الإنجليزية)
- ميخائيل لامبرت على موقع أوليمبيديا (الإنجليزية)